# Municipio de Lincoln (condado de Dallas, Misuri)
El municipio de Lincoln (en inglés: Lincoln Township) es un municipio ubicado en el condado de Dallas en el estado estadounidense de Misuri. En el año 2010 tenía una población de 986 habitantes y una densidad poblacional de 10,49 personas por km².

## Geografía
El municipio de Lincoln se encuentra ubicado en las coordenadas 37°51′33″N 93°7′44″O / 37.85917, -93.12889. Según la Oficina del Censo de los Estados Unidos, el municipio tiene una superficie total de 93.98 km², de la cual 93,94 km² corresponden a tierra firme y (0,04 %) 0,04 km² es agua.

## Demografía
Según el censo de 2010, había 986 personas residiendo en el municipio de Lincoln. La densidad de población era de 10,49 hab./km². De los 986 habitantes, el municipio de Lincoln estaba compuesto por el 97,77 % blancos, el 0,41 % eran amerindios, el 0,3 % eran de otras razas y el 1,52 % eran de una mezcla de razas. Del total de la población el 1,52 % eran hispanos o latinos de cualquier raza.